# Mohamed Ould Mohamed Abderrahmane
Mohamed Ould Mohamed Abderrahmane Ould Moine (1970) es un político y diplomático mauritano, ministro de Comunicación y de Relaciones con el Parlamento.
Licenciado en Derecho por la Universidad de Nuakchot y diplomado en Ciencias Políticas por la Universidad de Lovaina, con estudios de posgrado en Francia.
Ha sido consejero en la embajada de Mauritania en Bruselas (Bélgica), Roma (Italia) y Pretoria (Sudáfrica) y encargado de negocios en la embajada de Ottawa (Canadá). Desde el 31 de agosto de 2008 es ministro de Comunicación y de Relaciones con el Parlamento, sustituyendo a Lemrabott Ould Benahi, en el gobierno bajo control militar surgido tras el golpe de Estado de ese mismo año, con Mulay Uld Mohamed Laghdaf como primer ministro.